# Porozumienie z Plaza

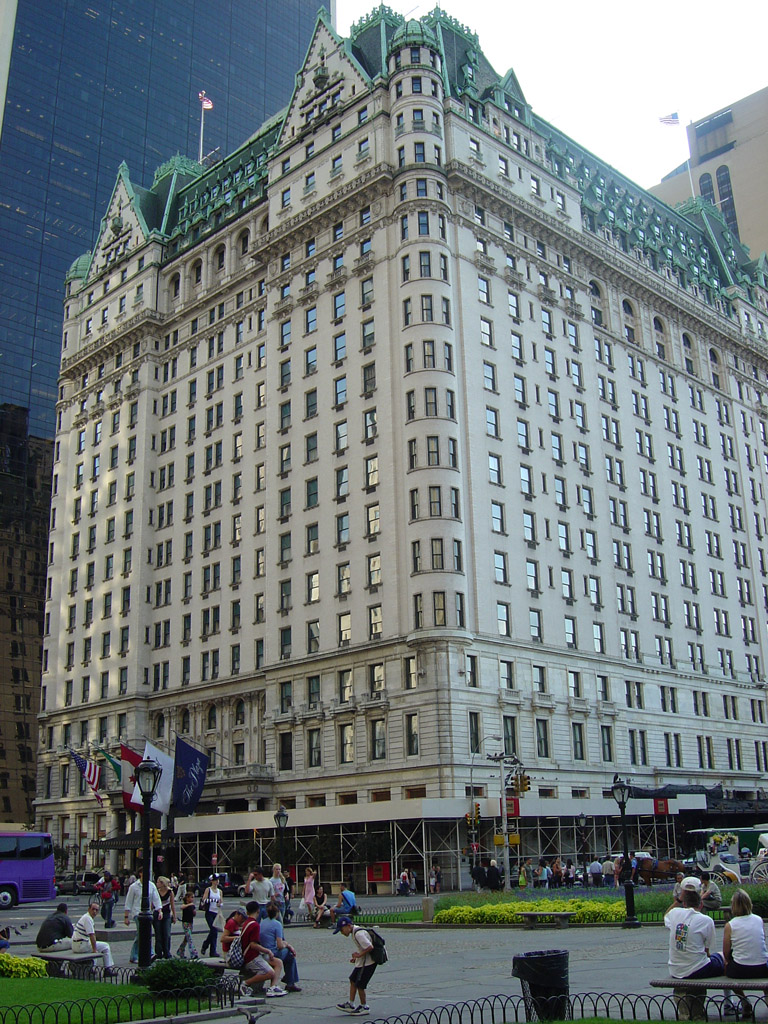
Hotel Plaza, Nowy Jork, w którym podpisano umowę

Porozumienie z Plaza (ang. Plaza Accord) – umowa międzynarodowa pomiędzy przedstawicielami państw ówczesnego G5 (Francji, Republiki Federalnej Niemiec, Japonii, Stanów Zjednoczonych i Wielkiej Brytanii) została zawarta 22 września 1985 roku w hotelu Plaza w Nowym Jorku.
Strony porozumienia zgodziły się na dewaluację dolara amerykańskiego względem jena i marki niemieckiej poprzez kontrolowane wywieranie wpływu na międzynarodowe rynki walutowe.

## Geneza porozumienia
Od lat 60. XX wieku gospodarki japońska i niemiecka stawały się coraz bardziej konkurencyjne w stosunku do gospodarek innych rozwiniętych krajów, w szczególności dla gospodarki Stanów Zjednoczonych. W początku lat 80. XX w. doprowadziło to do aprecjacji dolara na międzynarodowych rynkach walutowych. Podczas gdy kurs dolara w stosunku do marki niemieckiej 1980 r. wynosił 1,82 DM, to w 1985 r. wzrósł do 2,94 DM. Rosnący kurs dolara sprawił, że importowane produkty stały się tańsze w Stanach Zjednoczonych, a amerykańskie droższe za granicą. Deficyt handlowy Stanów Zjednoczonych, który w 1980 r. wynosił 19,8 mld dolarów, wyniósł 112,5 mld dolarów w 1984 r. Ponadto rząd amerykański znalazł się pod presją własnego przemysłu, który zażądał lepszej ochrony przed zagranicznym importem i większej stabilności kursów walutowych.

## Konsekwencje porozumienia
Do końca 1987 roku kurs dolara spadł o 54%, a jen i marka niemiecka umocniły się. Stany Zjednoczone były w stanie zmniejszyć deficyt handlowy z Europą Zachodnią, jednak nie udało im się zmniejszyć deficytu handlowego z Japonią, gdyż japońskie przedsiębiorstwa zareagowały na dewaluację dolara obniżkami cen. Powodem były dysproporcje kosztów produkcji. Z drugiej strony napięcia kursowe doprowadziły do recesji w Japonii, co spowodowało spadek importu. W rezultacie deficyt handlowy z Japonią wzrósł. Wynikiem tego był wzrost napięcia politycznego na linii Waszyngton–Tokio.
Gwałtowny spadek kursu dolara doprowadził do podpisania w 1987 roku Porozumienia z Luwru.